# Procopio di Moravia
Procopio di Lussemburgo o di Moravia (in ceco Prokop Lucemburský; in tedesco Prokop von Mähren) (Brno, 1358 circa – Královo Pole, 24 settembre 1405) membro della Casata di Lussemburgo, figlio del margravio di Moravia Giovanni Enrico di Lussemburgo, fu margravio di Moravia dal 1375 fino alla sua morte e governatore provinciale del regno.

## Biografia
Procopio nacque intorno al 1358 a Brno, in Moravia, terzo figlio del margravio Giovanni Enrico e di Margherita di Troppavia. Alla morte del padre il 12 novembre 1375, il fratello maggiore Jobst fu confermato margravio e signore di Moravia, ma le terre furono spartite anche tra Procopio e suo fratello Giovanni Sobieslao, come da volontà del padre.
I fratelli diedero presto inizio alle cosiddette guerre dei margravi di Moravia, alimentate dalle dispute sull'eredità e dalla destabilizzazione nell'intero Regno di Boemia dovuta alla morte dello zio, l'Imperatore del Sacro Romano Impero Carlo IV, avvenuta nel 1378. A quel tempo Jobst e Procopio governavano insieme la Moravia e partecipavano agli sforzi congiunti della dinastia dei Lussemburgo per ottenere le corone di Polonia e d'Ungheria; in tal riguardo, aiutarono finanziariamente il cugino Sigismondo di Lussemburgo, figlio di Carlo IV, a ottenere la corona ungherese. Anche il re boemo Venceslao IV, primogenito ed erede del defunto Carlo IV, chiese aiuto finanziario ai suoi cugini moravi.
Dopo la morte di Giovanni Sobieslao, Jobst si accordò con Procopio per l'acquisto della sua proprietà al prezzo di 400 copechi all'anno. Tuttavia, dopo un periodo di relativa pace e cooperazione, intorno al 1380 iniziò una lotta per il potere all'interno della dinastia lussemburghese. Da una parte Sigismondo e Jobst collaborarono nel salvaguardare i propri interessi, dall'altra Venceslao cercò il sostegno del fratello minore Giovanni di Görlitz e del cugino, il giovane margravio moravo Procopio. A seguito di questa presa di schieramenti, in Moravia la collaborazione tra i due fratelli terminò e scoppiò una guerra civile a causa del mancato adempimento da parte di Jobst dei suoi obblighi economici.
Mentre Venceslao e Procopio erano appoggiati dalla piccola nobiltà, che il re boemo aveva sempre favorito nella scelta degli incarichi statali, Jobst e Sigismondo avevano l'appoggio dei più potenti signori boemi (Ottone III di Bergovia, Enrico III di Rosenberg, Enrico III di Neuhaus...). Il conflitto prese piede perlopiù in azioni di guerriglia o brigantaggio e i sostenitori di Procopio ricoprivano spesso la figura del nobile brigante, come nel caso di Jan Sokol di Lamberk o Hynek Jevišovský di Kunštát.
Nel 1401 il partito di Sigismondo ebbe la meglio: la lega dei signori boemi imprigionò Venceslao e Sigismondo lo trasferì a Vienna, sotto il controllo di Alberto IV d'Asburgo. Nel 1402 anche Procopio fu imprigionato da Sigismondo a Bratislava e rimase in prigione per due anni. Alla fine Jobst stesso, dopo aver deciso di opporsi al crescente potere di Sigismondo, contribuì alla liberazione del fratello in prigionia, ma Procopio si ammalò presto e morì il 24 settembre 1405. Dopo la sua morte, Jobst divenne l'unico margravio della Moravia.
Il suo figlio illegittimo Giorgio di Lussemburgo fu l'ultimo discendente del suo ramo della famiglia lussemburghese. Tuttavia, a causa della sua origine illegittima, non poteva avanzare alcun diritto ereditario sui beni e sui titoli dei suoi antenati.

## Ascendenza
|                                |                        |                           | Genitori               |  |  | Nonni                |  |  | Bisnonni                  |  |
|                                |                        |                           |                        |  |  | Giovanni I di Boemia |  |  | Enrico VII di Lussemburgo |  |
|                                |                        |                           |                        |  |  | Giovanni I di Boemia |  |  | Enrico VII di Lussemburgo |  |
|                                |                        | Margherita di Lussemburgo |                        |  |  | Giovanni I di Boemia |  |  |                           |  |
| Giovanni Enrico di Lussemburgo |                        |                           |                        |  |  | Giovanni I di Boemia |  |  |                           |  |
|                                |                        | Eliška di Boemia          | Venceslao II di Boemia |  |  |                      |  |  |                           |  |
|                                |                        | Eliška di Boemia          | Venceslao II di Boemia |  |  |                      |  |  |                           |  |
|                                |                        | Eliška di Boemia          | Guta d'Asburgo         |  |  |                      |  |  |                           |  |
| Procopio di Moravia            |                        | Eliška di Boemia          |                        |  |  |                      |  |  |                           |  |
|                                | Nicola II di Troppavia | Nicola I di Troppavia     |                        |  |  |                      |  |  |                           |  |
|                                | Nicola II di Troppavia | Nicola I di Troppavia     |                        |  |  |                      |  |  |                           |  |
|                                | Nicola II di Troppavia | Adelaide d'Asburgo        |                        |  |  |                      |  |  |                           |  |
| Margherita di Opava            | Nicola II di Troppavia |                           |                        |  |  |                      |  |  |                           |  |
|                                |                        | Anna di Racibórz          | Przemysław di Racibórz |  |  |                      |  |  |                           |  |
|                                |                        | Anna di Racibórz          | Przemysław di Racibórz |  |  |                      |  |  |                           |  |
|                                |                        | Anna di Racibórz          | Anna di Masovia        |  |  |                      |  |  |                           |  |
|                                |                        | Anna di Racibórz          |                        |  |  |                      |  |  |                           |  |